# Derivat (hemija)
U hemiji, derivat je jedinjenje koje je izvedeno iz nekog polaznog jedinjenja. Nekad su se derivatima smatrala jedinjenja za koja se može zamisliti da nastaju iz drugog jedinjenja, ako se jedan atom zameni drugim atomom ili grupom atoma, međutim moderna hemijska terminologija koristi termin strukturni analog za to značenje. Termin „strukturni analog“ se često sreće u organskoj hemiji.
U biohemiji, ovaj termin se koristi za jedinjenja koja se bar teoretski mogu formirati iz prekursorskog jedinjenja.

## Literatura
- Oxford Dictionary of Biochemistry and Molecular Biology. Oxford University Press. 2003. ISBN 978-0-19-850673-7.